# Monopeltis
Monopeltis is een geslacht van wormhagedissen uit de familie wormhagedissen sensu stricto (Amphisbaenidae).

## Naam en indeling
De wetenschappelijke naam van de groep werd voor het eerst voorgesteld door Andrew Smith in 1848. Er zijn twintig soorten, de recentst bekende soort is reeds beschreven in 1976.

### Soorten
Het geslacht omvat de volgende soorten die onderstaand zijn weergegeven, met de auteur en het verspreidingsgebied.
| Naam                      | Auteur                        | Verspreidingsgebied                              |
| ------------------------- | ----------------------------- | ------------------------------------------------ |
| Monopeltis adercae        | de Witte, 1953                | Congo-Kinshasa                                   |
| Monopeltis anchietae      | Bocage, 1873                  | Angola, Namibië, Botswana, Zambia                |
| Monopeltis capensis       | Smith, 1848                   | Botswana, Zimbabwe, Zuid-Afrika                  |
| Monopeltis decosteri      | Boulenger, 1910               | Mozambique, Zimbabwe, Zuid-Afrika                |
| Monopeltis galeata        | Hallowell, 1852               | Gabon, Kameroen                                  |
| Monopeltis guentheri      | Boulenger, 1885               | Congo-Kinshasa                                   |
| Monopeltis infuscata      | Broadley, 1997                | Angola, Botswana, Namibië, Zimbabwe, Zuid-Afrika |
| Monopeltis jugularis      | Peters, 1880                  | Kameroen                                         |
| Monopeltis kabindae       | de Witte & Laurent, 1942      | Congo-Kinshasa, Centraal-Afrikaanse Republiek    |
| Monopeltis leonhardi      | Werner, 1910                  | Namibië, Botswana, Zimbabwe, Zuid-Afrika         |
| Monopeltis luandae        | Gans, 1976                    | Angola                                           |
| Monopeltis perplexus      | Gans, 1976                    | Angola                                           |
| Monopeltis remaclei       | de Witte, 1933                | Congo-Kinshasa                                   |
| Monopeltis rhodesiana     | Broadley, Gans & Visser, 1976 | Zimbabwe, Zambia, Mozambique, Malawi             |
| Monopeltis scalper        | Günther, 1876                 | Congo-Kinshasa                                   |
| Monopeltis schoutedeni    | de Witte, 1933                | Congo-Kinshasa, Gabon                            |
| Monopeltis sphenorhynchus | Peters, 1879                  | Botswana, Mozambique, Zuid-Afrika                |
| Monopeltis vanderysti     | de Witte, 1922                | Congo-Kinshasa, Angola                           |
| Monopeltis welwitschii    | Bocage, 1865                  | Angola                                           |
| Monopeltis zambezensis    | Gans & Broadley, 1974         | Zimbabwe, Zambia, waarschijnlijk in Mozambique   |

## Verspreiding en habitat
Alle soorten komen voor in delen van Afrika en leven in de landen Angola, Botswana, Centraal-Afrikaanse Republiek, Congo-Kinshasa, Gabon, Kameroen, Malawi, Mozambique, Namibië, Zambia, Zimbabwe en Zuid-Afrika. De habitat bestaat uit zowel droge als vochtige tropische en subtropische bossen en droge of vochtige savannes.

## Beschermingsstatus
Door de internationale natuurbeschermingsorganisatie IUCN is aan vier soorten een beschermingsstatus toegewezen. Twee soorten worden beschouwd als 'veilig' (Least Concern of LC) en twee soorten als 'onzeker' (Data Deficient of DD).